# Čelinac
Čelinac, Челинац, är en stad i centrala Republika Srpska i Bosnien och Hercegovina. Čelinac hade 2013 drygt 15 500 invånare.